# Nilsen Peak
Nilsen Peak är en bergstopp i Antarktis. Den ligger i Västantarktis. Nya Zeeland gör anspråk på området. Toppen på Nilsen Peak är 780 meter över havet, eller 385 meter över den omgivande terrängen. Bredden vid basen är 1,7 km.
Terrängen runt Nilsen Peak är varierad. Trakten är obefolkad. Det finns inga samhällen i närheten.